# Ruissaarenhelli
Ruissaarenhelli är en ö i Finland.   Den ligger i kommunen Vederlax i den ekonomiska regionen  Kotka-Fredrikshamn  och landskapet Kymmenedalen, i den södra delen av landet, 150 km öster om huvudstaden Helsingfors.